# The Primrose Ring
The Primrose Ring es una novela escrita por Ruth Sawyer, publicada en 1915 e ilustrada por Fanny Munsell. Esta fue la primera novela publicada de Sawyer. Más tarde escribió Roller Skates, ganadora de la Medalla Newbery en 1937.

## Adaptación cinematográfica
La novela fue adaptada a una película muda homónima de Paramount Pictures en 1917. La versión cinematográfica fue protagonizada por Mae Murray, siendo también el debut cinematográfico de Loretta Young, donde interpreta a Hada, y fue dirigida por Robert Z. Leonard.